# Wiesnerella fasciaria
Wiesnerella fasciaria là một loài rêu trong họ Wiesnerellaceae. Loài này được C. Gao & G.C. Zhang mô tả khoa học đầu tiên năm 1981.